# Asociación Regional de Ajedrez Área 5
La Asociación Regional de Ajedrez Área 5 o más conocida como Área 5 es un área organizada en la Región de Valparaíso donde se organizan torneos de ajedrez, el Área 5 está afiliada a la Asociación Nacional de Ajedrez de Chile,  los torneos tienen el fin de reconocer a un campeón ya sea categoría Sub-8, Sub-10, Sub-12, Sub-14, Sub-16, Sub-18, y OPEN donde en general en todas las categorías ganan puntaje Elo donde se ven los mejores ajedrecistas de Chile.

## Historia
El Área 5 organiza torneos de ajedrez en variados lugares de la Región de Valparaíso en Chile, ya sea en las ciudades de Valparaíso, Viña del Mar, Concón, Quilpué, El Belloto, Villa Alemana y Quillota.

## Torneos
Hasta el momento se han organizado 165 torneos de ajedrez pero que también se le agregan torneos en las mismas ciudades pero con otros organizadores. El primer torneo organizado por Área 5 tuvo como nombre I Torneo Área 5 por categorías y el último tuvo como nombre 
CLXV Torneo AREA 5 por categorías en Villa Alemana.